# Dolichopoda vandeli
Dolichopoda vandeli är en insektsart som beskrevs av Boudou-saltet 1970. Dolichopoda vandeli ingår i släktet Dolichopoda och familjen grottvårtbitare. Inga underarter finns listade i Catalogue of Life.